# 該死的阿修羅
《該死的阿修羅》（英語：GODDAMNED ASURA）是一部於2022年正式上映的臺灣劇情片，由樓一安執導，黃聖球、莫子儀、黃姵嘉、潘綱大、王渝萱及賴澔哲主演。張詩盈、丁寧、時一修、陳家逵、凌心妤、彭若萱聯合主演。該片獲選代表台灣角逐2023年美國第95屆奧斯卡金像獎最佳國際影片，2021年入圍第58屆金馬獎三項大獎，王渝萱更憑藉本片中精湛演出，獲第58屆金馬獎最佳女配角獎，2022年入圍2022台北電影獎9項大獎，更獲得最佳女配角、最佳編劇、最佳配樂，2022年獲得台灣獎評審團特別獎。
劇中出現的遊戲《王者世界》，即跟《幻想神域2》配合拍攝，2022年3月更合作推出劇中阿興、詹文、小盛、琳琳等人所使用的角色造型。

## 劇情
開頭從一個夜市隨機殺人案的影片開始。全片分為三段。
第一話：憤怒的零
鏡頭轉到第一組人馬詹文和阿興替網路漫畫《憤怒的零》取材的片段，兩人返回公寓，詹文提到要出國而不得不使連載完結。另一組人馬，琳琳跟媽媽在上學前對話，提到這座公寓的都更案，之後帶到琳琳上課打遊戲跟數學老師吵架，老師跟他賭氣，只要參加數學特殊選才就幫他出媽媽助聽器跟學費的錢。下一組是負責都更案的公務員小盛和記者黴菌，提到大家各自都有無奈，里長出現打個照面，琳琳放學回來，里長跟他說了媽媽攤子的問題，琳琳說這問題請去問他媽媽便離開了，記者問里長他的名字，得知是下一個採訪對象。
公務員小盛的另一個身分是遊戲直播主閃閃，正要玩《王者世界》奈何橋的副本時，隊友Zero上線，提到10點要一起上線玩遊戲，Zero是琳琳在這遊戲中的ID，在遊戲過程中，兩人約好要碰面，並約好讓他當遊戲裡的皇后，之後小盛要求Zero傳色情照片給他，當作交換條件。下一段詹文和阿興一起玩遊戲，詹文提到改造氣槍的配件到貨，要趕回去取貨，感到寂寞的阿興，約了炮友。琳琳得知他的同夥賴志儒闖了禍，趕去找人幫忙，正好阿興跟他炮友從電梯出來，和琳琳偶遇。小盛的未婚妻Vita是負責替遊戲《王者世界》做廣告行銷的人員，一日下班睡前看漫畫《憤怒的零》腦內有了下次會議提案的想法，在會議途中小盛打來，接聽電話期間，經理提出反駁意見，Vita無意間聽見，深夜回家不禁苦惱起來。
在詹文生日前夕，詹爸送他手機，和他對話的過程，得知他不太喜歡詹文搞漫畫、小說出版的事情，下午和媽媽提到不想出國的事情。隨後和阿興試槍時，雙方有點衝突，阿興說了氣話提到他絕對不敢開槍。琳琳要出門見記者時，媽媽無心說了是要去援交嗎，雙方之間起了衝突不歡而散。詹文在阿興的租屋處說了要不要一起去試槍，到最後詹文還是決定自己前往。走在夜市路上，詹文隨機朝路人的腿部進行射擊，在慌亂的現場裡，誤打誤撞殺害了小盛，被眾人壓制住時，記者黴菌憤怒的大打出手，警察到來制止這個場面，並將詹文逮捕。
第二話：該死的阿修羅
在監獄的會客室，阿興去看他，說出他不是故意做這些事的想法，卻被詹文狠狠諷刺一番。在小盛喪禮，詹文的律師和他爸媽商量相關事宜。畫面接到Vita在工作上遭遇不如意，一日在開著他的直播紀錄來懷念時，看到剛剛留言的Zero Lin的訊息，發現看他直播的很多觀眾還不知道他的死訊，決定開直播說明。琳琳看到說明直播內心五味雜陳，在販毒現場跟賴志儒吐苦水，卻被便衣警察突襲，而被逮捕。隨後，Vita在直播途中收到來自小盛的訊息，得知有人拿走他的手機發了這些訊息，早上提了離職和記者見面，並說了小盛和他最初的夢想。記者也陸續訪問了和此事件有關係的人們。
晚上，阿興的炮友隨手翻了他畫的漫畫，說出了一些評論，惹得阿興不開心，在趕走他後，看著那些手稿似乎有些想法。Vita在一次直播中，聊天室出現用印度文為ID「खूंखार असुर（該死的阿修羅）」的帳號，他貼了一個網址，點開竟然是詹爸被綁架的直播，而在過30分鐘就要被處刑，隨後記者趕到說出了這直播是阿興做的。當倒數結束時，阿興開槍時，卻被詹文戳破那只是槍枝特效，更進一步說出那只是在模仿漫畫情節，計畫被破壞的阿興隨後被警方抓住。記者問他為什麼在對峙過程中話只說到一半，是不是要替自己澄清，詹文不願多說，只說了如果當時我沒有做的話，是否結果會不一樣。
第三話：奈何橋
本段描述了沒有發生夜市隨機殺人案的平行世界，詹文跟舊識琳琳碰面，打消了試槍的念頭。琳琳跟記者見面，說出小盛在網路世界的形象。而Vita看到了小盛傳出的訊息而提出了分手，離開時遭到扒手偷襲，所幸記者及時阻止，兩人第一次見面。琳琳和詹文感情逐漸升溫，忍不住在阿興的租屋處發生關係，阿興恰巧回來碰到這情況，雖然阿興一笑置之，但暗戀詹文的他卻遭受失戀的打擊。琳琳在遊戲上仍持續和小盛有往來，小盛也送了他市值10萬的寶物。阿興承受不了失戀打擊，拿槍射擊店家玻璃櫥窗。
早上小盛在進行都更案的進度時，意外發現Zero的真實身分就是琳琳。在教會的活動中，琳琳跟詹文互相說出感謝對方的話語，卻因阿興所使用的槍枝來自他所改造的，而被拘捕，詹媽無法接受，對琳琳說出氣話。晚上琳琳回去跟在角落等待的小盛碰面，小盛質問他為什麼要搞消失，琳琳否定，小盛發飆要他還錢，雙方起了衝突，氣不過的小盛拿起一旁的機車大鎖襲擊琳琳。Vita無意間看到琳琳被襲擊的新聞，打電話給記者，在講電話途中記者被毒品報導關係者毆打，而送醫急救，記者在醫院和探望琳琳的詹文偶遇，最後Vita來接記者回去。在琳琳的追悼會上，小盛的爸媽出來道歉，抑制不住的詹文打算衝上前毆打而被旁人制止，結尾畫面停留在阿興漫畫最後一格的分鏡中。
後面類似彩蛋的片段，給了Vita和記者同居得到幸福，和琳琳因數學特殊選才獲得數學老師資助的好結局。

## 演員列表

### 主要演員
| 演員   | 飾演角色            |
| ------ | ------------------- |
| 黃聖球 | 詹文                |
| 莫子儀 | 黴菌（梅俊志）      |
| 黃姵嘉 | Vita                |
| 潘綱大 | 阿興（徐遠興）      |
| 王渝萱 | 琳琳（Zero/林嘉琳） |
| 賴澔哲 | 小盛（閃閃/胡智盛） |
| 張詩盈 | 琳琳媽              |

### 其他演員
| 演員      | 飾演角色 |
| --------- | -------- |
| 舒偉傑    | 數學老師 |
| 林志儒    | 里長     |
| 凌心妤    | 虛擬Zero |
| 張書瑋    | 阿興炮友 |
| 黃劭揚    | 賴志儒   |
| 時一修    | 詹爸     |
| 丁寧      | 詹媽     |
| 尤勞‧尤幹 | 小盛爸   |
| 戴若梅    | 小盛媽   |
| 周明宇    | 詹文律師 |
| 陳家逵    | 湯小     |
| 陳彥佐    | Vita助理 |

## 製作團隊
- 導演：樓一安
- 出品公司：內容物數位電影製作有限公司、岸上影像有限公司、數位奇蹟科技股份有限公司
- 製作公司：內容物數位電影製作有限公司、岸上電影有限公司
- 發行公司：內容物數位電影製作有限公司、希望行銷娛樂有限公司
- 監製：高君亭、徐國倫、王興洪
- 編劇：樓一安、陳芯宜
- 製片：陳彥翰
- 攝影指導：楊豐銘
- 燈光指導：謝松銘
- 美術指導：涂碩峯
- 造型指導：楊立佳
- 選角指導：許時豪
- 後期製片：蕭婷芸
- 剪接：陳曉東、樓一安、陳芯宜
- 聲音設計：胡序嵩
- 音樂：秦旭章、許家維、川流、蔡佳穎
- 影像後期：時間軸影像製作有限公司、內容物數位電影製作有限公司
- 混音製作：尚雅藝術有限公司

## 發行
《該死的阿修羅》於2021年在金馬影展舉行星光首映，並入選司法影展單元。2022年3月11日正式上映。

## 獲獎與提名
《該死的阿修羅》獲選代表台灣角逐2023年美國第95屆奧斯卡最佳國際影片。
| 類別                  | 頒獎日期       | 獎項                | 名字                         | 結果 |
| --------------------- | -------------- | ------------------- | ---------------------------- | ---- |
| 金馬獎                | 2021年11月27日 | 最佳原著劇本        | 樓一安、陳芯宜               | 提名 |
| 金馬獎                | 2021年11月27日 | 最佳女配角          | 王渝萱                       | 獲獎 |
| 金馬獎                | 2021年11月27日 | 最佳新演員          | 潘綱大                       | 提名 |
| 台北電影獎            | 2022年7月9日   | 最佳劇情長片        | 《該死的阿修羅 》            | 提名 |
| 台北電影獎            | 2022年7月9日   | 最佳導演            | 樓一安                       | 提名 |
| 台北電影獎            | 2022年7月9日   | 最佳編劇            | 樓一安、陳芯宜               | 獲獎 |
| 台北電影獎            | 2022年7月9日   | 最佳男配角          | 潘綱大                       | 提名 |
| 台北電影獎            | 2022年7月9日   | 最佳男配角          | 莫子儀                       | 提名 |
| 台北電影獎            | 2022年7月9日   | 最佳女配角          | 王渝萱                       | 獲獎 |
| 台北電影獎            | 2022年7月9日   | 最佳剪輯            | 陳曉東、樓一安、陳芯宜       | 提名 |
| 台北電影獎            | 2022年7月9日   | 最佳造型設計        | 楊立佳                       | 提名 |
| 台北電影獎            | 2022年7月9日   | 最佳配樂            | 秦旭章、許家維、蔡佳穎、川流 | 獲獎 |
| 桃園電影節            | 2022年8月28日  | 台灣獎 評審團特別獎 | 《該死的阿修羅 》            | 獲獎 |
| 第4屆台灣影評人協會獎 | 2023年3月      | 最佳影片            | 《該死的阿修羅》             | 提名 |
| 第4屆台灣影評人協會獎 | 2023年3月      | 最佳導演            | 樓一安                       | 提名 |
| 第4屆台灣影評人協會獎 | 2023年3月      | 最佳編劇            | 樓一安、陳芯宜               | 提名 |
| 第4屆台灣影評人協會獎 | 2023年3月      | 最佳女演員          | 王渝萱                       | 提名 |
| 第41屆香港電影金像獎  | 2023年4月16日  | 最佳亞洲華語電影    | 《該死的阿修羅》             | 提名 |

## 外部連結
- 該死的阿修羅的Facebook專頁
- 該死的阿修羅的Instagram帳戶
- 互联网电影数据库（IMDb）上《該死的阿修羅》的资料（英文）
- 在Disney+上觀看《該死的阿修羅》 （因版權限制，本節目可能僅在部分地區上架。）